# Zpívaná mše
Zpívaná mše, známá pod latinským názvem Missa cantata je forma římskokatolické tridentské mše. Od slavné mše (Missa solemnis) se liší tím, že při ní není přítomen jáhen nebo podjáhen. Do roku 1960 nesla tato mše označení Missa cantata sine ministris. Úkoly jáhnů při ní přebírá kněz. Při zpívané mši bývá většinou přítomen chór.